# جورج هال
جورج هال (بالإنجليزية: George Hall)‏ (و. 1916 – 2002 م) هو ممثل، من الولايات المتحدة الأمريكية، ولد في تورونتو، توفي عن عمر يناهز 86 عاماً.

## وصلات خارجية
- جورج هال على موقع IMDb (الإنجليزية)
- جورج هال على موقع أول موفي (الإنجليزية)
- جورج هال على موقع قاعدة بيانات برودواي على الإنترنت (الإنجليزية)
- جورج هال على موقع قاعدة بيانات الأفلام السويدية (السويدية)
- جورج هال على موقع قاعدة بيانات الفيلم (الإنجليزية)